# Millencolin
Millencolin est un groupe suédois de punk rock, originaire d'Örebro. Il est formé en octobre 1992 par Erik Ohlsson, Mathias Färm et Nikola Sarcevic. Fredrik Larzon rejoint le groupe au début de l'année 1993. Le terme millencolin provient de la figure de skateboard nommée melancholy (aussi connue sous le nom de « sad air »). Les albums du groupe sont publiés par le label suédois Burning Heart Records, sauf aux États-Unis où les albums de Millencolin sont publiés par Epitaph.
Depuis 2003, le groupe organise un concours de skateboard nommé Millencolin Open à leur propre skatepark d'Örebro, en Suède. Les membres du groupe disent avoir créé ce concours car le skateboard est ce qui les a réuni, et car ils ont désormais l'opportunité d'en faire profiter leur ville.

## Historique

### Débuts
La formation originale, qui comprend Sarcevic (chant, basse), Ohlsson (guitare), et de Färm (batterie), publie une première cassette audio démo, Goofy, au début de 1993. Peu après, Larzon se joint au groupe à la batterie, permettant à Färm d'endosser la seconde guitare. À l'été 1993, ils enregistrent une deuxième cassette démo, Melack. Le groupe l'enverra à Burning Heart Records, un nouveau label fondé plus tôt dans l'année. Le label met alors Millencolin à l'essai, qui enregistrera un CD single, qui culminera à la sortie de Use Your Nose en novembre 1993. Le succès du single permet la signature du groupe chez Burning Heart et la publication d'un premier album. En juillet 1994, le groupe publie Skauch, qui était à l'origine annoncé comme single pour le nouvel album. Cependant, le groupe optera pour quatre reprises qu'il publiera plutôt comme EP.
Ils publient leur premier album studio, Tiny Tunes, en 1994. Il est enregistré et mixé en deux semaines. Des problèmes judiciaires avec Warner Brothers font surface en ce qui concerne la couverture et le titre de l'album, ce qui forcera le groupe à le rééditer en 1996 sous le nom de Same Old Tunes. Millencolin continue de tourner, et, en 1995, publie son deuxième album studio, Life on a Plate. Il sort en parallèle à leur première date de tournée en dehors de la Scandinavie. À la fin 1995, le label américain Epitaph Records contacte le groupe pour éditer Life on a Plate sur leur territoire, ce que le groupe accepte. Ils tourneront encore plus loin, au Japon, en Australie, au Brésil et au Canada, ainsi qu'au Warped Tour.

### Pennybridge Pioneers
Après la sortie de l'album For Monkeys et de la compilation The Melancholy Collection, la popularité du groupe s'accroit en 2000 avec la sortie de Pennybridge Pioneers, un album bien plus axé rock, comparé à leurs précédents albums axés skate punk et ska punk. Il est enregistré en six semaines, puis le groupe tourne à l'international. Millencolin joue à Wellington, en Nouvelle-Zélande, puis en Australie. Pendant ces tournées, Millencolin écrit et publie l'album Home from Home en 2002. En 2003, le groupe est récompensé du prix du meilleur groupe de rock suédois aux Swedish Hit Awards.
Kingwood, publié en mars 2005, marque un retour au son plus traditionnellement punk rock, qu'ils mêlent à un son rock plus récent, et terminent avec une tournée en soutien à l'album. L'album débute deuxième des classements suédois. Le 22 octobre 2007, le groupe entre en studio pour enregistrer son septième album, Machine 15. Le groupe animera par la suite, et pour la première fois, un concours dans son propre skatepark à Örebro, en Suède, appelé le Millencolin Open. 
Sarcevic de son côté, publie son deuxième album solo intitulé Roll Roll and Flee. Ils écrivent et publient un single dedicé à leur club de football Örebro SK, intitulé Örebro en 2009. En 2010, ils tournent au Canada et Amérique du Sud, où ils jouent Pennybridge Pioneers dans son intégralité. Ils participeront aussi au Soundwave Festival en Australie.

### Depuis 2011
En 2011, Millencolin annonce une tournée spéciale baptisée Millencolin 20 Year. L'événement se déroule du 8 au 9 juin 2012 et fera participer The Hives. Le 29 mai 2012, Millencolin publie The Melancholy Connection, une suite à la compilation The Melancholy Collection qui comprend des faces B issues de Pennybridge Pioneers. L'album comprend aussi un DVD d'images tournées pendant les deux dernières décennies.
En février 2015, Millencolin annonce un nouvel album, True Brew, pour avril. La première chanson, Sense and Sensibility est publiée sur YouTube.

## Style musical
Le style musical de Millencolin a évolué durant les années. Leurs chansons actuelles sont plus proches du rock agressif, alors que certaines de leurs anciennes chansons étaient ska-punk et punk rock des années 1970. À l'origine rapides et festives, leurs chansons sont devenues de plus en plus posées. Toutefois, sur leurs plus récents albums, le groupe semble de plus en plus revenir à des chansons rapides proches de leur époque skate-punk des années 90.

## Membres
- Erik Ohlsson - guitare
- Mathias Färm - guitare
- Nikola Sarcevic - basse, voix
- Fredrik Larzon - batterie

## Vidéos
- Millencolin and the Hi-8 Adventures (1999):  une vidéo maison de 76 minutes contenant des chansons en direct, des vidéos, des extraits de concert et de vidéos de skateboard. La compilation a duré 6 mois. Une bande originale a été tirée à 3 000 exemplaires : 1 000 en Europe, 1 000 en Australie et 1 000 aux États-Unis. La vidéo est sortie en DVD en 2003.